# Borbély László (labdarúgóedző)
Borbély László (1955. május 14. –) szlovák labdarúgóedző.

## Pályafutása
A csehszlovák bajnokságban a Dukla Banská Bystrica, a Sparta Praha és a ZŤS Košice csapatában szerepelt.
Aktív pályafutása befejezése után kommentátorként dolgozott a Szlovák Televíziónál. A Szlovák labdarúgó-szövetség edzői és módszertani bizottságának elnöke volt. Pszichológiai tanulmányokat folytatott a Comenius Egyetemen.
A pozsonyi Labdarúgóképző Főiskolán labdarúgóedző szakon végzett. Szlovák csapatokon kívül a BFC Siófok és a FC Tatabánya edzője is volt. Számos szakmai cikket publikált futball témákban.